# Veszprém
Veszprém ([vesprém]; německy Wesprim nebo německy Weißbrünn, též někdy slovinsky Belomost) je město v Maďarsku, středisko stejnojmenné župy. Je také okresním městem stejnojmenného okresu. Leží 110 km zjz. od Budapešti na říčce Séd, nedaleko Balatonu (Blatenského jezera) – 11 km daleko. Žije zde přibližně 56 tisíc obyvatel. Je arcidiecézním sídlem Je jedním z nejstarších měst v zemi.

## Přírodní poměry
Město se nachází v centrální části země, na jižních svazích Bakoňského lesa, který se postupně snižuje směrem na jih, k Blatenskému jezeru. Zasahuje k němu také Balatonská vrchovina a Veszprémská plošina, kterou ohraničuje severozápadní výběžek Mezőföld s průměrnou nadmořskou výškou 270 m n. m.
Podle tradice vzniklo město postaveno na pěti vrcholcích: Várhegy (Hradní vrch), Jeruzsálemhegy (Jeruzalémský vrch), Temetőhegy (Hřbitovní kopec), Kálvária-hegy (Křížový vrch) a Cserhát.
Samotné město je rozdělené na dvě části hlubokým údolím meandrující říčky Séd. Díky tomu se zde nachází celá řada skal. Skutečnost nicméně v minulosti přispěla i k vzniku hradu, neboť ten je obklopen právě obtížně přístupnými svahy a skalami.

## Historie

### Nejstarší dějiny
V lokalitě současného města se nacházelo osídlení již v mladší době kamenné. Název města pochází ze slovanského slova Bezprym, což bylo vlastní jméno. Římané, kteří integrovali tuto část dnešního Maďarska do svého území, zde sice osadu nevybudovali, nicméně v lokalitě Gyulafirátót nechali zbudovat vilu, která byla označena pod názvem Caesariana. Menší osadu měli 8 km od města v lokalitě Balácspuszta.
Podle pozdějších svědectví měl veszprémský hrad existovat jako franská pevnost již v 9. století. Po obsazení země Maďary pak spolu s Ostřihomí a Stoličným Bělehradem patřil k nejstarším kamenným hradům v zemi. Ten se stal velmi rychle majetkem rodu Arpádovců. Jeho součástí byl i rozsáhlý opevňovací systém. Kostel tu byl postaven již v roce 1001, zanikl ale v druhé polovině 14. století. Místní župa patří také k jedním z nejstarších, od roku 1009 zde sídlí biskupství a od roku 1993 arcibiskupství. 

### Středověk a turecké vpády

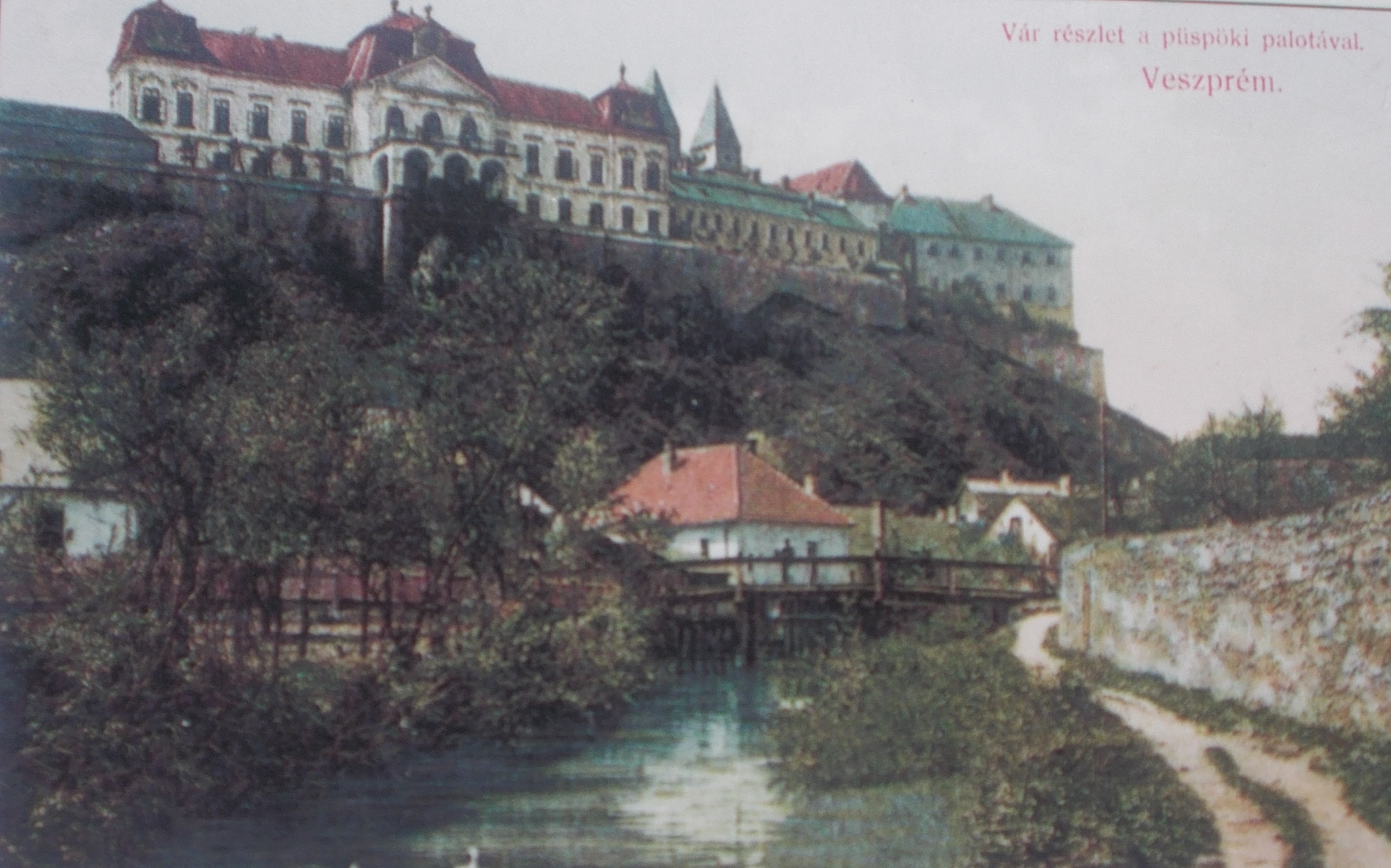
Střed města s biskupským palácem na staré pohlednici.

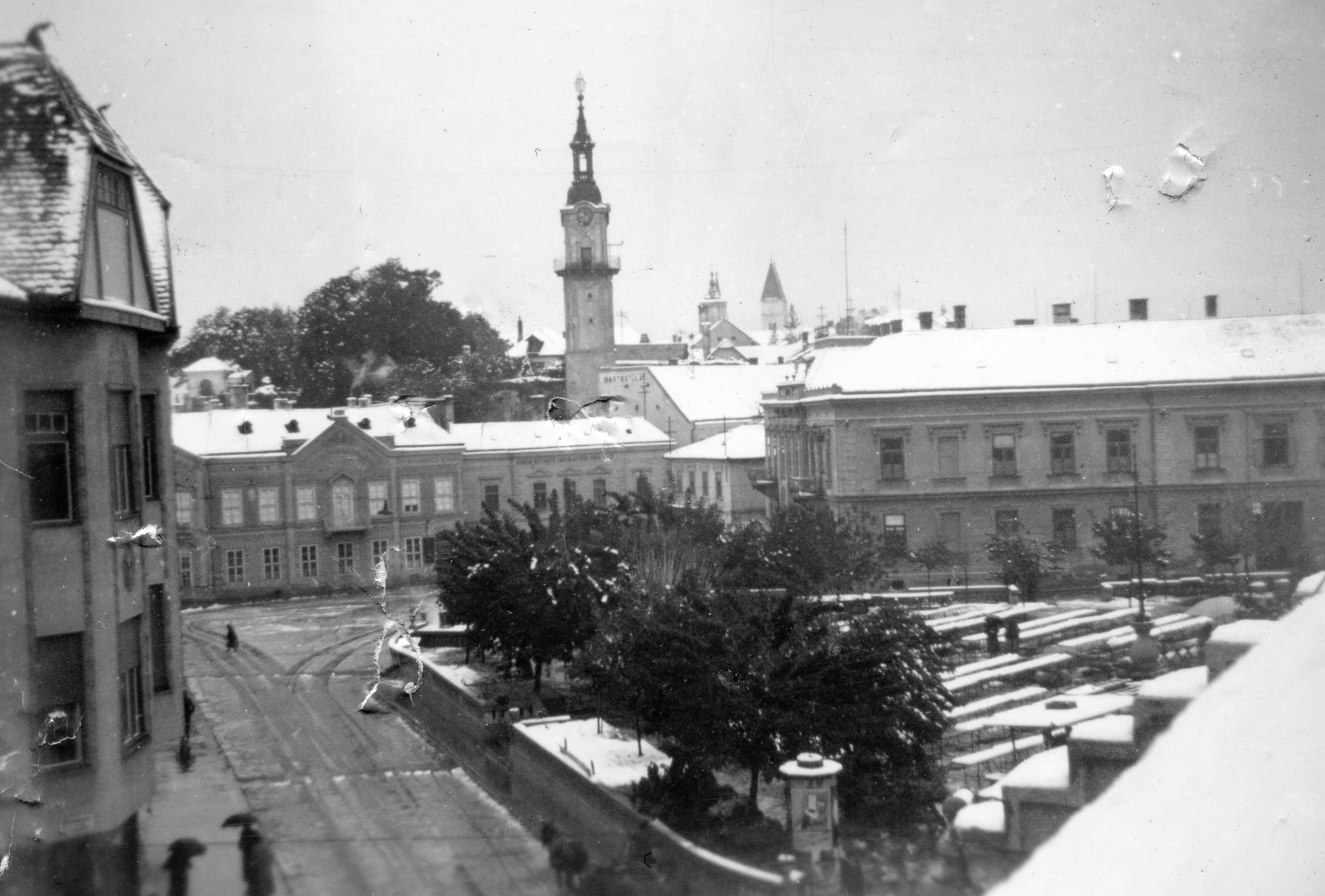
Střed města v roce 1938.

Po staletí byla Veszprémská katedrála tradičním místem korunovace uherských královen. Katedrálu nechala údajně založit sv. Gizela, královna a choť Štěpána I. v 11. století. Během nájezdů Mongolů město ochránila již zmíněná pevnost, tu však přikázali na začátku 18. století Habsburkové zbourat.
Veszprém byl jedním z prvních měst v Uhersku, které poskytovalo vyšší vzdělání, církevní vysoká škola však roku 1279 vyhořela. Roku 1359 bylo město s hradem obleženo vojsky pod vedením šlechtice Koppányho. Město zničil rozsáhlý požár v roce 1380.
Ve středověku se město rozvinulo postupně až do podoby renesančního sídla. Zničila jej ale turecká invaze. Po bitvě u Moháče město často měnilo svého vlastníka podle toho, kterému z pretendentů na trůn se podařilo jej získat. Osmané dosáhli Veszprému roku 1552. Obyvatele povraždili a domy vypálili. Od té doby bylo původní sídlo opuštěné; kromě válek tomu přispěla i nejednotnost ohledně reformace v Uhrách. Poté se po nějakou dobu situace uklidnila, pevnost byla opravena ve snaze odolat dalšímu útoku. Turci ale město obsadili znovu roku 1593. Zničili při tom do velké míry původní hradní opevnění. V období 150 let tureckých výbojů v Uhrách město změnilo majitele celkem desetkrát.

### Moderní doba
Po stažení Turků bylo město opět obnoveno a dosídleno. Stejně jako řada dalších uherských měst bylo jeho (dnes historické centrum) přestavěno v barokním stylu. Mapa prvního vojenského mapování ukazuje vznik nejstarší zástavby okolo silnice vedoucí k místnímu hradu a dále potom v údolí řeky Séd.
Na počátku 19. století jeho počet obyvatel dosahoval čtrnácti tisíc. Význam města spočíval v obilném trhu, kam dojížděli místní zemědělci. Postavena byla řada historických budov, které jsou dnes významnými památkami Veszprému. V roce 1810 poškodilo město zemětřesení. Během revolučních let 1848 až 1849 nebylo město nikterak významněji zasaženo boji, nemělo ale větší úlohu během revoluce.
Městu se vyhnul industrializační trend i nárůst obyvatel, neboť v polovině 19. století jeho představitelé protestovali proti výstavbě železniční trati z Székesfehérváru do Szombathely. Nakonec se s realizací trati smířili, prosadili si alespoň aby bylo nádraží dále od centra města. To tak vyrostlo 3 km severně od Veszprému a až ve 20. století k němu panelovými sídlišti a předměstskými čtvrtěmi dosáhla městská zástavba.
Roku 1884 byla zahájena omnibusová doprava z Veszprému ke břehům Balatonského jezera. 

### 20. a 21. století
V roce 1896 zde byla zavedena vodovodní síť a roku 1908 potom i elektrická energie. Ve 20. století vznikla i železniční odbočka blíže k centru s novým nádražím, které se nacházelo v místě dnešního obchodního domu Balaton Plaza. 
Za Rakouska-Uherska bylo jedním z mnoha posádkových měst a v roce 1914 zde byl dislokován pěší pluk č. 31 (maďarsky 31 Veszprémi honvéd gyalogezred) V meziválečném období se ve městě nacházelo vojenské letiště. V roce 1930 se v souvislosti s reorganizací systému regionální správy stal Veszprém jako všechna ostatní města svého typu župním městem. V roce 1937 byla dokončena hlavní silnice číslo 8 mezi Székesfehérvárem a rakouskou hranicí. Její součástí se stal Svatoštěpánský most, který je jedním ze symbolů města. Je nápadný díky velkému železobetonovému oblouku.
Na počátku války se zde nacházela (v jižní části města) kasárna.
Během druhé světové války probíhaly o město těžké boje mezi ustupujícími Němci a Rudou armádou. Poničena byla řada domů především v historickém jádru (později byla část centra vybourána a část centra obnovena). Zrušeno bylo nádraží blíže města (zachována byla ale staniční budova). Město bylo obsazeno Rudou armádou dne 23. března 1945. V té době mělo okolo dvaceti tisíc obyvatel.
Univerzitním městem se stal až v roce 1949. V rámci poválečné obnovy bylo přebudováváno především ve svém centru do původní podoby. Většina stavebních prací ustala roku 1953. Nacházel se tady také muniční závod. V nedaleké obci Hajmáskér byla dislokována sovětská armáda.

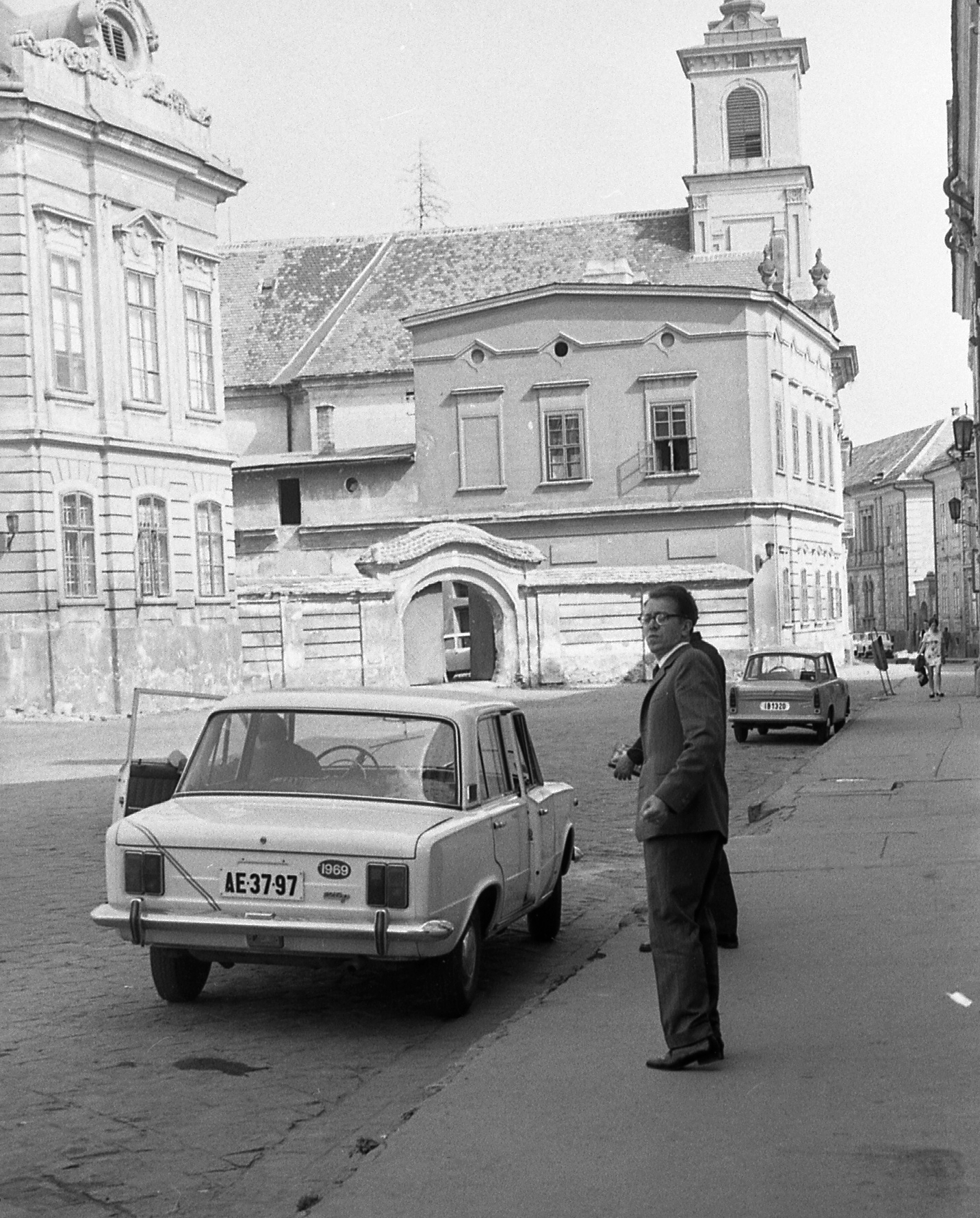
Střed města v roce 1972.

Vybudováno bylo rovněž i nové centrum města s panelovými domy a obchodními domy. Jeho hlavní třída (Kossuth Lájos utca) má dnes podobu pěší zóna. Spojuje historické centrum města s tím novodobým a leží jihovýchodním směrem od původního centra. Jedná se o prostor, který byl zastavěn již na konci 19. století a dříve zde stál i kostel. Navazující sídliště Cserhát si vyžádalo demolici určité části města.
Největším sídlištěm se stalo Jutási-út lakótelep, označované místními podle hlavní ulice jako Haszkovo. Pomohlo vyplnit rozsáhlou plochu mezi místním nádražím a středem města. Jeho vznik znamenal zábor zemědělské půdy, nebyly však při jeho výstavbě zničeny žádné rozsáhlejší části města. Dnes tu žije třetina obyvatel Veszprému. Občas je označováno jako „město ve městě.“
V roce 1982 přijalo město územní plán, který počítal s dalším extenzivním rozvojem do okolí. Realizováno z něj však bylo poměrně málo; po roce 1989 byly původní myšlenky dalšího rozvoje panelových sídlišť přehodnoceny. Jen za období čtyřiceti let poválečného rozvoje se díky panelovým sídlištím počet obyvatel více než zdvojnásobil.
V několika letech po změně režimu pocítilo město Veszprém důsledky restrukturalizace hospodářství. Po uzavření většiny závodů těžkého průmyslu v okolí se ocitla v krizi i velká část navazující vzdělávací a výzkumné infrastruktury v samotném městě. 
Roku 1996 byly údajné ostatky královny Gizely přeneseny z Pasova do Veszprému.
V roce 2023 se Veszprém stane evropským hlavním městem kultury.

## Obyvatelstvo
V roce 2008 zde žilo 62 286 obyvatel. Podle sčítání lidu z roku 2001 bylo ve Veszprému hlášeno 62 851 obyvatel. Jedná se o 17,5 % obyvatel místní župy. Město je nejhustěji osídlenou obcí v župě Veszprém s průměrem 486,4 obyvatel na km². Historicky nejvíce obyvatel žilo ve městě v roce 1990, a to 63 867. Od té doby se počet obyvatel města snižuje až do současnosti, dnes žije ve Veszprému méně lidí než v roce 1990.
Národnostní složení obyvatel bylo následující: 59 490 Maďarů a 202 Romů. 1055 lidí se přihlásilo k Němcům , 65 k Ukrajincům a 47 k Chorvatům. Německá národnost je druhá nejpočetnější a hlásí se k ní zhruba dvě procenta obyvatel. V rámci župy má Veszprém největší počet etnických skupin Němců, Rusů, Arménů a Slováků. Většina obyvatelstva se hlásí k Římskokatolické církvi (57,4 %). Menšinově jsou zastoupeny i luteránská církev a církve reformované a mají na území města vlastní kostely. Z dlouhodobého hlediska podíl obyvatel, kteří se hlásí k římskokatolické církvi nicméně klesá. 

## Pamětihodnosti

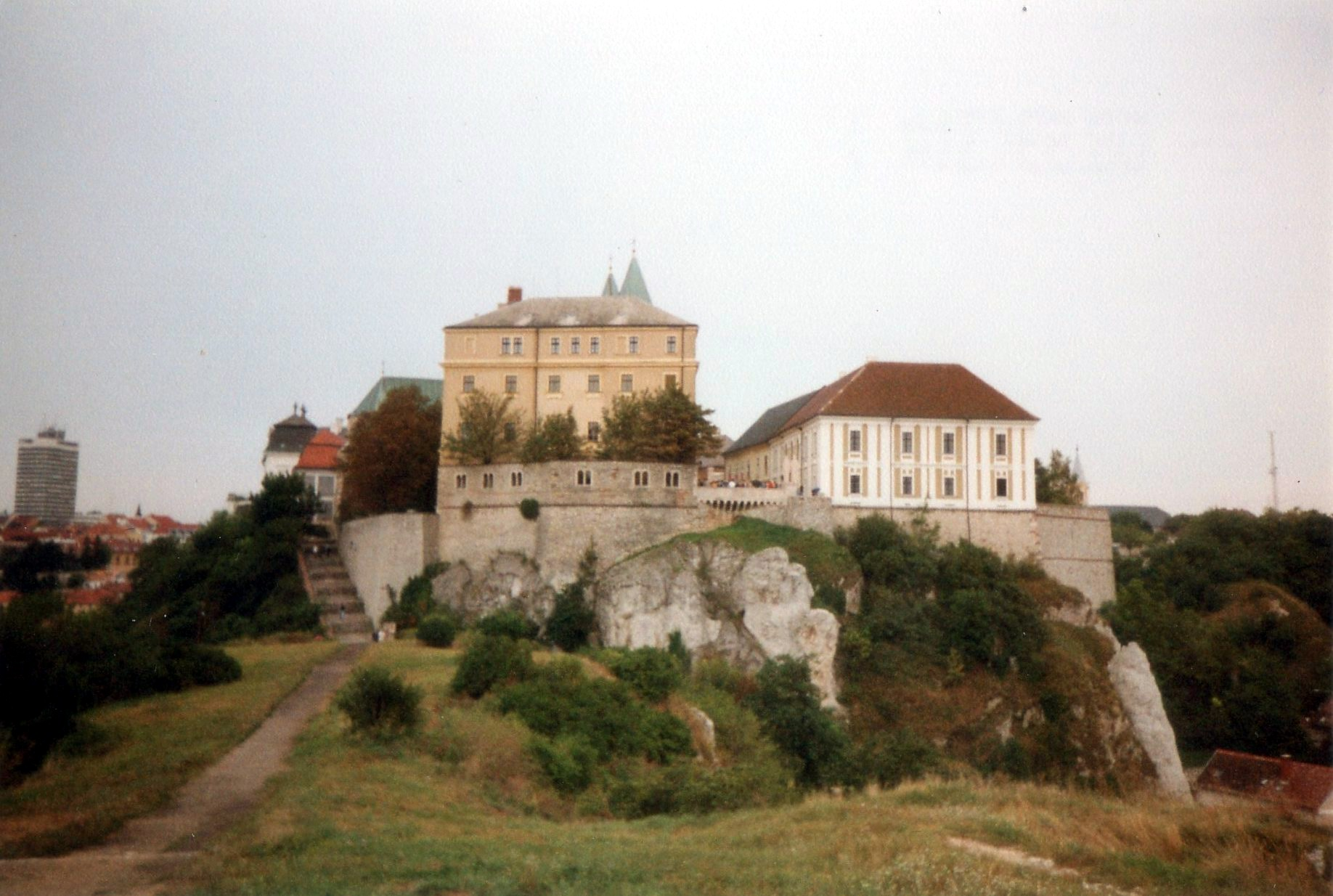
Veszprémský hrad při pohledu z Benediktského vrchu

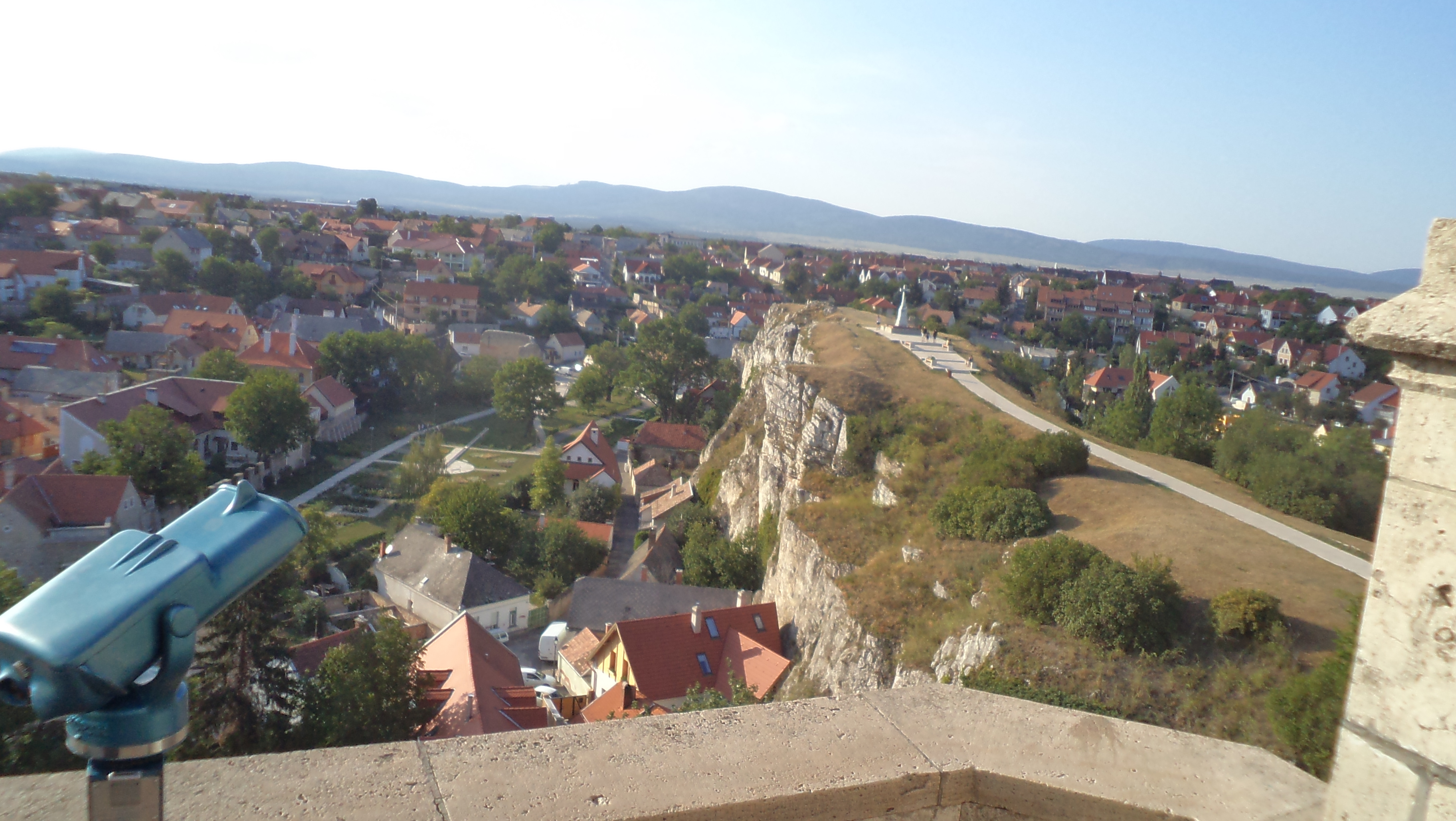
Pohled na město.

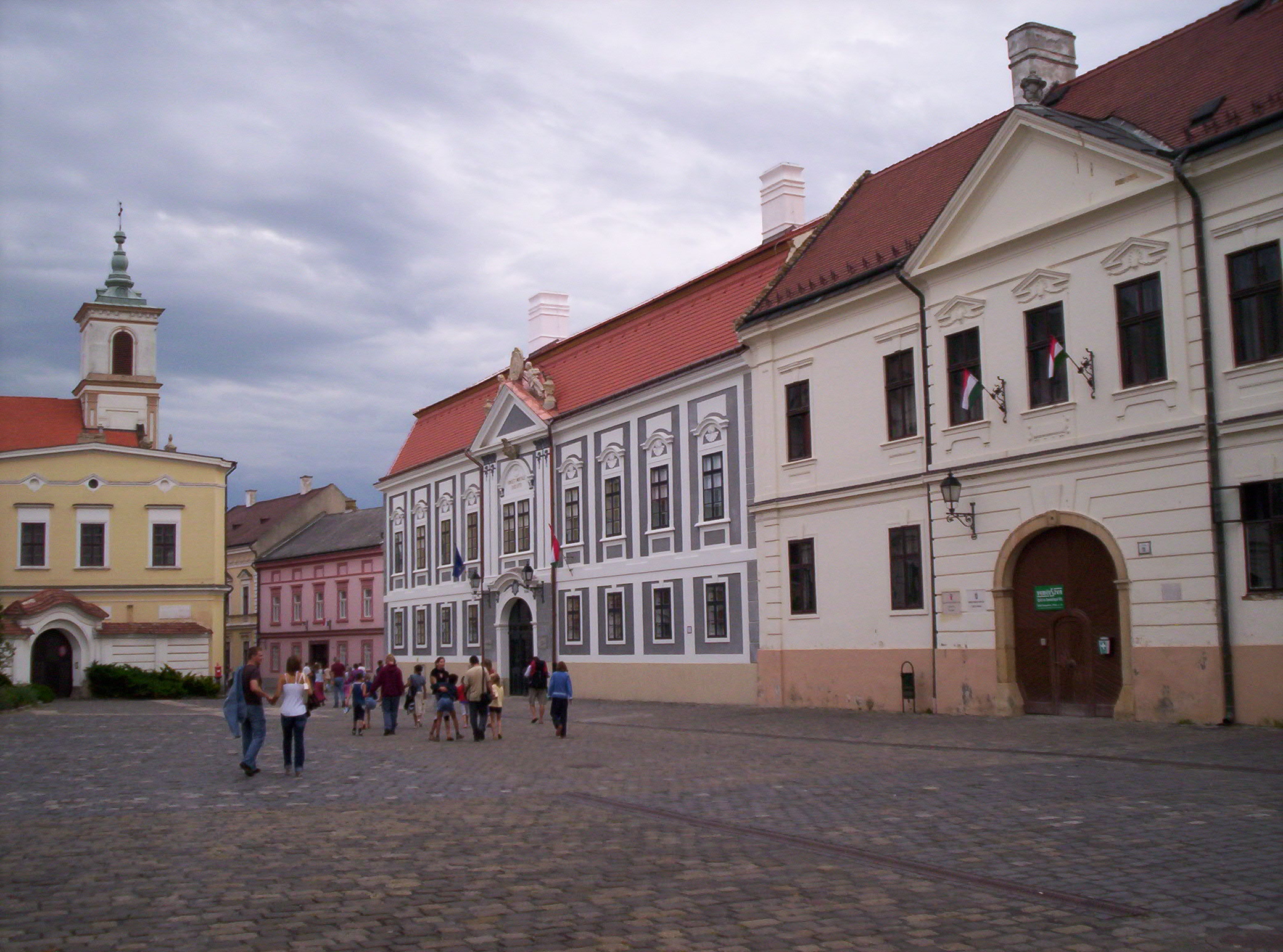
Náměstí sv. Trojice.

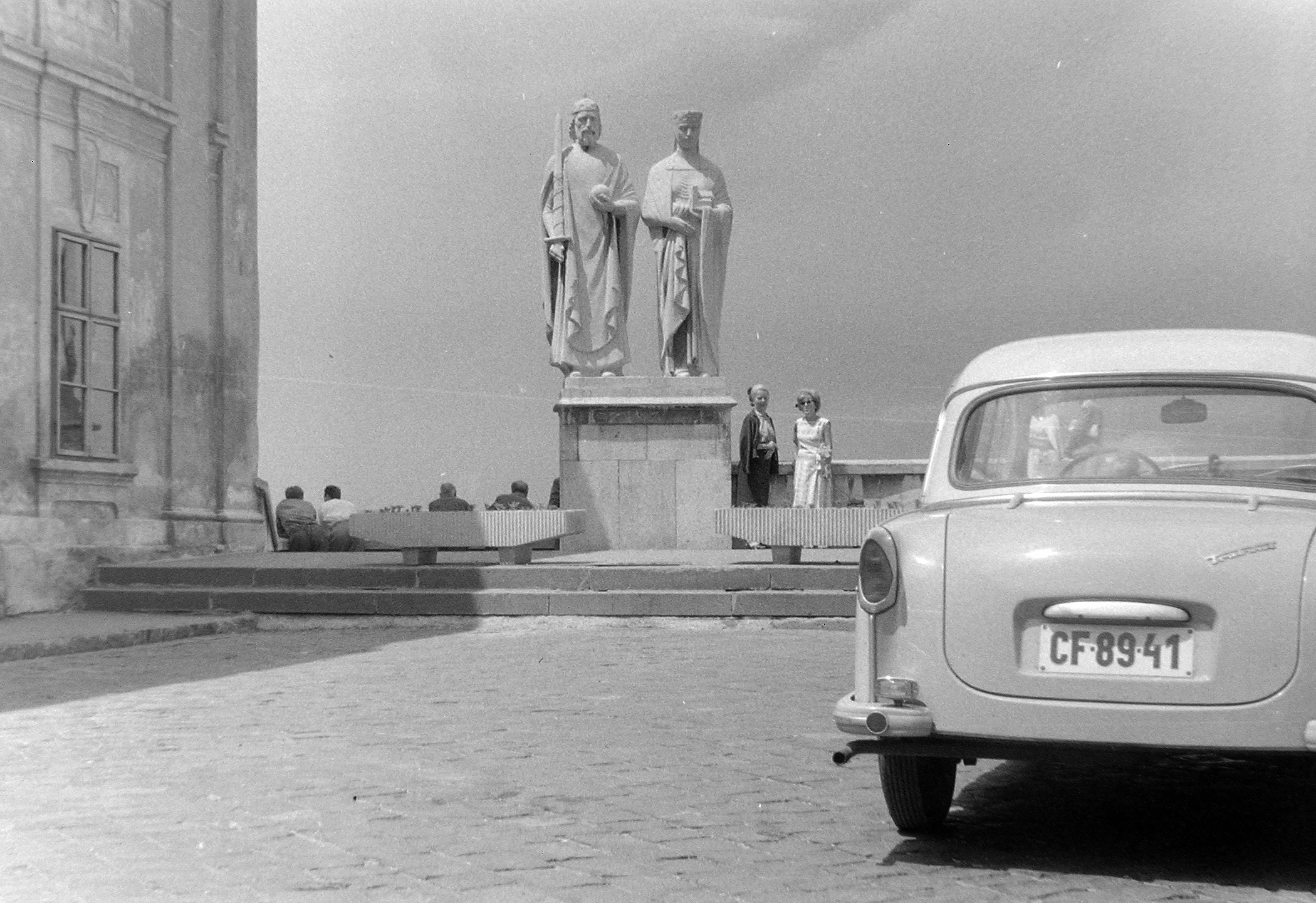
Socha sv. Štěpána a Gizelly v 60. letech 20. století.

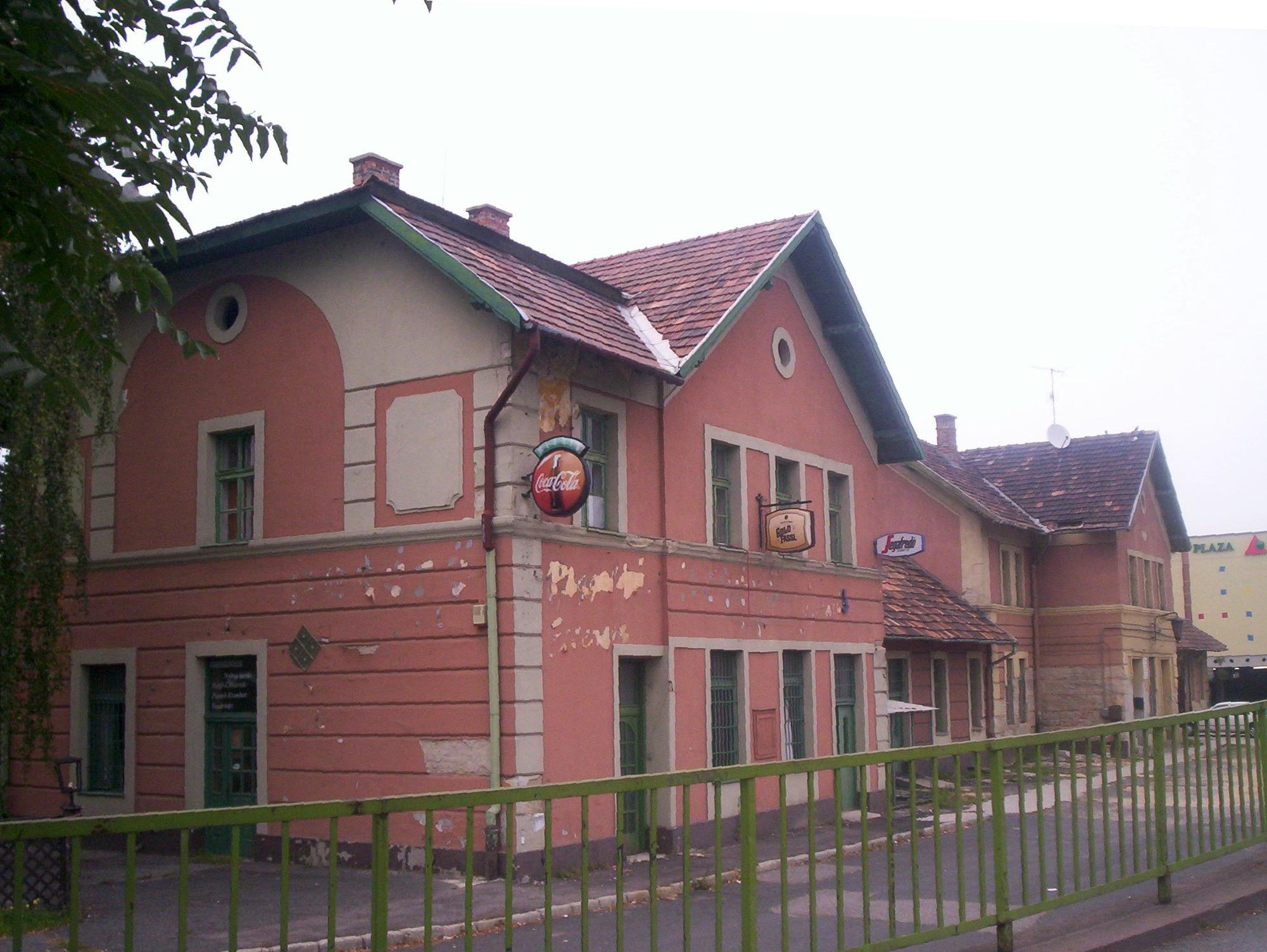
Železniční zastávka.

Střed města tvoří Hradní vrch (Várhegy), protáhlé (zhruba 500 × 150 m) dolomitové skalisko, vypínající se asi 40 m nad řekou Séd, která jej obtéká ze severní strany. Dominantou areálu veszprémského hradu (Vár), tvořeného převážně barokními domy, je katedrála sv. Michala (Szent Mihály-székesegyház). Původní stavba se připomíná již v 11. století, dnešní podoba s dvojicí věží je novorománská z let 1907–1910. Kromě toho se na hradě nachází také dům Simoga, který byl v roce 2022 přestavován. V hradních budovách sídlí muzeum. Na místě původní brány k hradu z 15. století byla roku 1936 vybudována nová, dnes známá pod názvem brána hrdinů.
Sloup Nejsvětější Trojice (Szentháromság-oszlop) na náměstí před katedrálou pochází z roku 1750. V areálu hradu je také dochována studna hluboká 41 m. 
V areálu barokního Biskupského paláce (Püspöki palota) od Jakaba Fellnera z let 1765–1776 se dochovala část románsko-gotické kaple bl. Gizely (Gizella-kápolna) s nástěnnými malbami ze 13. století. Před vstupem do hradu stojí na Staroměstském náměstí (maďarsky Óváros tér) pozdně barokní radnice z roku 1793. Mezi další hodnotné stavby patří také Körmendyho dům.
Rušným centrem města je Náměstí Svobody (maďarsky Szabadság tér) s navazující pěší zónou Kossuthovy ulice (Kossuth Lajos utca). Pozoruhodná je též secesní budova Petőfiho divadla (maďarsky Petőfi Színház) z roku 1908 či regionální Laczkóovo muzeum (Laczkó Dezső Múzeum) z roku 1903. V roce 2022 má být rekonstruován Rutterův dům, původně budova vlivného obchodníka. Symbolem města je železobetonový Svatoštěpánský most (Szent István völgyhíd), klenoucí se v délce 185 m přes údolí řeky Séd. Dokončen byl v roce 1939. Další dominantou města je potom požární věž, která stojí na středověkých základech, vybudována byla nicméně až v 19. století. 

## Zeleň a příroda
Západně od centra města se rovněž nachází v údolí jednoho z přítoků říčky Séd i zoologická zahrada. Ta na západ přechází v hustý les (okolo kopce Guyla-domb), kde se nachází mimo jiné i rozhledna královny Gizelly. Další rozsáhlejší lesy jsou umístěny západně a severozápadně od města. Parkovou úpravu ve středu města má Náměstí župního domu (maďarsky Megyeház tér), náměstí bylo přebudováno v roce 2023. Jedinou další zelenou plochou ve středu Veszprému je potom ještě park Maté Haubnera při místním evangelickém kostele.

## Ekonomika
Ve městě a v jeho okolí se kdysi nacházely závody těžkého průmyslu. Po roce 1990 se hospodářství přeorientovalo na služby. Průmyslová zóna, která je označována jako Iparváros leží na severozápadním okraji Veszprému. Má dobré napojení na železniční trať.
Míra nezaměstnanosti překročila hranici 20 %, později došlo k jejímu razantnímu snížení. Z hlediska kupní síly obyvatelstva je Veszprémský subregion na čtvrtém místě v zemi (po Győru, Székesfehérváru a Budaörsu).

## Doprava

### Silniční
Okolo města se nachází silniční okruh, který jej obklopuje ze všech stran. Postaven byl v 80. letech 20. století. Z okruhu vycházejí některé silnice celostátního významu (8, 82, 73 a 77). První uvedená byla v roce 2022 postupně přebudována do podoby dálnice. Dokončena by měla být v lednu 2023.
Ve středu města bylo po staletí nejrušnější komunikací údolí Hosszú pod místním hradem. Později byly hlavní silniční směry vytlačeny z historického jádra města.

### Železniční
Severně od města vede lokální železniční trať, která do Veszprému směřuje z Székesféherváru (Železniční trať Székesfehérvár–Szombathely) a dále pokračuje na východ až do obce Boba, kde se nachází lokální železniční uzel. Postavena byla roku 1872, později byla elektrifikovaná. Další spojení směřuje na sever do Győru). V minulosti vedla z města ještě další trať, dnes zrušená (Železniční trať Alsóörs–Veszprém). Tzv. balatonská dráha ukončila provoz roku 1969. Místní hlavní nádraží bylo několikrát od svého otevření roku 1872 přestavováno.

### Městská
Od 60. let 20. století je ve Veszprému provozována autobusová doprava. Místní síť disponuje cca 50 autobusy. Od roku 2019 je autobusovým dopravcem ve městě společnost V-BUSZ, spoje zajíždějí i do sousedních obcí, odkud jezdí lidé do Veszprému za prací. 

### Cyklistická
Kromě toho se v 3. dekádě 21. století diskutovala možnost zavedení systému sdílení veřejných kol. V letech 2020 až 2022 postavilo město 30 km nových cyklostezek po celém Veszprému.
Ve městě je také v provozu dětská železnice.

### Letecká
Jihovýchodně od Veszprému se nachází bývalé vojenské letiště, rebrandované jako BudaWest Airport.

## Zdravotnictví
Ve Veszprému se nachází nemocnice Ference Csolnokyho.

## Školství
Ve městě sídlí Fakulta techniky a informatiky Panonské univerzity. Stojí zde větší počet středních škol; první svého druhu zde založil piaristický řád a vyvinula se do podoby dnešního gymnázia László Lovassyho. Některé střední školy zde provozuje také Římskokatolická církev.

## Sport
Sídlí zde házenkářský klub KC Veszprém, který patřil mezi velmi úspěšné v regionu. Sídlí tu také  fotbalový FK Veszprém a hokejový klub Veszprémi Jéglovagok

## Známé osobnosti
- Katarina Ivanovićová (1811–1881), srbská malířka
- Leopold Auer (1845–1930), houslista, houslový pedagog a dirigent
- Peter Pulay (* 1941), chemik
- Edit Kovács (* 1954), šermíř
- Tibor Navracsics (* 1966), politik
- Hajnalka Király-Picot (* 1971), šermířka
- Géza Pálffy (* 1971), historik
- Balázs Kiss (* 1972), kladivář
- Anita Görbicz (* 1983), házenkářka a trenérka
- Mary Nótár (* 1985), zpěvačka
- Tamás Kádár (* 1990), fotbalista
- Ádám Lang (* 1993), fotbalista
- Bianka Bartha-Kéri (* 1994), atletka
- Soma Novothny (* 1994), fotbalista
- Bence Zakics (* 1994), házenkář

## Partnerská města
- Nitra, Slovensko
- Bottrop, Německo
- Gladsaxe, Dánsko
- Ottignies-Louvain-la-Neuve, Belgie
- Passau, Německo
- Rovaniemi, Finsko
- Senftenberg, Německo
- Sfântu Gheorghe, Rumunsko
- Tartu, Estonsko
- Tirat Carmel, Izrael
- Šuša, Ázerbájdžán (2010)
- Žamberk, Česko
- Most, Česko[25][26]
- Debeljača, Srbsko